# Емерсон Мнангагва
Емерсон Дамбудзо Мнангагва (енгл. Emmerson Dambudzo Mnangagwa; Звишаване, Јужна Родезија, 15. септембар 1942) је зимбабвеански политичар, револуционар и тренутни председник Зимбабвеа.
Мнагагва је био дугогодишњи савезник председника Роберта Мугабеа са којим је учествовао у борбама за ослобођење Зимбабвеа. Налазио се на многим најважнијим државним функцијама. На месту потпредседника налазио се од 2014. године до 2017. године када је смењен. Накратко је побегао у Јужну Африку, али се убрзо вратио у земљу након војног удара у коме је председник Мугабе стављен у кућни притвор.
За председника владајуће Зану-ПФ изабран је након смене Мугабеа, а 24. новембра 2017. године званично је преузео место председника Зимбабвеа.
Познат је по надимку "Нгвена" што значи "Крокодил" на Шона језику.